# Sky Doll
Sky Doll ist eine Comic-Serie von Alessandro Barbucci und Barbara Canepa. Religion und Fantasy, sowie die Macht der Medien sind die wichtigsten Elemente der Geschichte.

## Inhalt
Die Handlung ist in einem fiktiven Paralleluniversum um den Planeten Papathea mit deren Hauptstadt Johanna angesiedelt, von der aus die junge und machtgierige Päpstin Lodovica, die vor vielen Jahren ihre Schwester Agape stürzen ließ, die Galaxie mit Hilfe eines riesigen Medien- und Polizeiapparates beherrscht und die Gläubigen mit inszenierten „Wundern“ beeindruckt. Die Hauptfigur ist Noa, eine sogenannte Sky Doll, eine lebensgroße, rechtlose Aufziehpuppe, die bei einer Waschanlage mit Namen Heaven arbeitet und eines Tages auf die päpstlichen Missionare Jahu und Roy trifft, und mit deren Hilfe vor ihrem tyrannischen Arbeitgeber Gott flieht. Sie begleitet den nachdenklichen, naiven Roy und den grimmigen Jahu auf ihren Missionen und ihm Laufe der Geschichte wird klar, dass es sich bei Noa nicht um einen gewöhnlichen Roboter handelt und es eine Verbindung zur gestürzten Päpstin Agape gibt.
Die Hauptfigur Noa sticht durch ihre Naivität und ihren guten Willen hervor und versucht den grimmigsten Figuren freundlich zu begegnen. Obwohl sie auf ihrem Weg immer wieder Enttäuschungen hinnehmen muss, schöpft sie immer wieder neue Hoffnung.

## Veröffentlichung
Bisher sind auf Deutsch folgende Bände in der Hauptreihe erschienen:
- Band 1: Die gelbe Stadt (2003)
- Band 2: Aqua (2003)
- Band 3: Die weiße Stadt (2006)
- Band 4: Sudra (2016)

Sowie diese Kurzgeschichtensammlungen bzw. Skizzenbände:
- Doll’s Factory (2003)
- Skydoll Collection Band 1: Skydoll Spaceship (2009)
- Skydoll Collection Band 2: Lacrima Christi (2010)

Die ersten drei Bände der Hauptreihe, sowie der Skizzenband Doll’s Factory, sind ursprünglich bei Carlsen Comics erschienen. Band 4 der Hauptreihe sowie die Kurzgeschichtensammlungen Skydoll Spaceship und Lacrima Christi sind beim Splitter Verlag, der inzwischen auch alle Bänder der Hauptreihe verlegt, erschienen. Die Geschichten in Skydoll Spaceship und Lacrima Christi wurden zum größten Teil von anderen internationalen Künstlern als Canepa und Barbucci gezeichnet.